# Isabelle Hanssen
Isabelle Hanssen (Nijmegen, 3 april 1994) is een Nederlandse freestyleskiester, gespecialiseerd op het onderdeel halfpipe.

## Carrière
Hanssen maakte haar debuut in de wereldbeker in 2012 Cardrona (Nieuw-Zeeland). Op diezelfde locatie zette ze in november 2019 met een elfde plaats haar beste World Cup resultaat tot nu toe neer. Hanssen won in januari 2020 de European Cup wedstrijd in het Zwitserse Crans-Montana. Ze heeft Nederlandse titels op haar naam staan op zowel de halfpipe als op het onderdeel slopestyle. Ze voldeed zowel in 2014 als 2018 aan de internationale eis voor deelname aan de Olympische Spelen, maar niet aan de Nederlandse eis.

## Resultaten

### Wereldbeker
Eindklasseringen
| Seizoen   | Algm | HP  |
| --------- | ---- | --- |
| 2012/2013 | 158e | 36e |
| 2013/2014 | 155e | 31e |
| 2014/2015 | 134e | 26e |
| 2015/2016 | 125e | 25e |
| 2016/2017 | 111e | 19e |
| 2017/2018 | 178e | 37e |
| 2019/2020 | 108e | 21e |